# Vocaloid
Vocaloid (ボーカロイド Bōkaroido) là một phần mềm tổng hợp giọng hát được phát triển bởi công ty Yamaha. Ban đầu nó chỉ là một dự án nghiên cứu chung do Kenmochi Hideki phát triển ở Đại học Pompeu Fabra tại Barcelona, Tây Ban Nha vào năm 2000, nhưng không hoàn thiện. Hiện nay Vocaloid có tới 6 phiên bản khác nhau được cải tiến đáng kể.
Phần mềm này cho phép người dùng tổng hợp giọng hát bằng cách gõ lời bài hát và giai điệu. Nó là một công nghệ tổng hợp giọng hát được ghi âm bởi các ca sĩ hay diễn viên lồng tiếng. Để tạo một bài hát, người dùng phải nhập giai điệu và lời bài hát sử dụng giao diện loại piano cuộn. Phần mềm có thể thay đổi trọng âm của cách phát âm, thêm hiệu ứng như rung hoặc thay đổi âm điệu của giọng nói như cao hay thấp.

## Lịch sử

### Lịch sử Vocaloid
Yamaha bắt đầu phát triển Vocaloid vào tháng 3 năm 2000 và thông báo dự án này tại hội chợ Musikmesse của người Đức vào tháng 3 năm 2003. Ban đầu phần mềm có tên là "Daisy", dựa tren tên bài hát "Daisy Bell", nhưng vì bản quyền tên nên được đổi thành "Vocaloid".

### Nguyên lý công nghệ
Công nghệ tổng hợp giọng hát của Vocaloid thường được phân loại thành tổng hợp ghép trong miền tần số, giúp tách và xử lý các đoạn giọng được trích từ giọng hát của con người, dưới dạng biểu diễn tần số thời gian. Hệ thống Vocaloid có thể tạo ra giọng nói thực tế bằng cách thêm các biểu cảm giọng nói như tiếng rung (tương tự Auto-Tune) trên thông tin điểm số. Ban đầu, công nghệ tổng hợp của Vocaloid được gọi là "Ghép nối và tạo hình hát theo miền tần số" (周波 ドkhông còn được sử dụng kể từ khi phát hành Vocaloid 2 vào năm 2007. "Hát khớp nối" được giải thích là "biểu cảm giọng hát" như tiếng rung và những đoạn thanh âm cần thiết cho ca hát. Các công cụ tổng hợp Vocaloid và Vocaloid 2 được thiết kế để hát, không đọc to văn bản, mặc dù các phần mềm như Vocaloid-flex và Voiceroid đã được phát triển cho điều đó. Vocaloid không thể sao chép một cách tự nhiên các biểu cảm hát như giọng khàn hoặc tiếng hét.

### Kiến trúc hệ thống
Các phần chính của hệ thống Vocaloid 2 là Score Editor (Vocaloid 2 Editor), Thư viện Ca sĩ và Công cụ Tổng hợp. Công cụ Tổng hợp nhận thông tin điểm từ Trình chỉnh sửa Điểm, chọn các mẫu thích hợp từ Thư viện Ca sĩ và ghép chúng với các giọng nói tổng hợp. [3] Về cơ bản, Trình chỉnh sửa Điểm và Công cụ Tổng hợp do Yamaha cung cấp giữa các sản phẩm Vocaloid 2 không khác nhau. Nếu một sản phẩm Vocaloid 2 đã được cài đặt, người dùng có thể kích hoạt một sản phẩm Vocaloid 2 khác bằng cách thêm thư viện của nó. Hệ thống này hỗ trợ ba ngôn ngữ, tiếng Nhật, tiếng Hàn và tiếng Anh, mặc dù các ngôn ngữ khác có thể là tùy chọn trong tương lai. Phần mềm hoạt động độc lập (phát lại và xuất sang WAV) và dưới dạng ứng dụng ReWire hoặc công cụ Công nghệ Studio ảo (VSTi) có thể truy cập từ máy trạm âm thanh kỹ thuật số (DAW).

### Vocaloid Editor
Vocaloid Editor là trình chỉnh sửa kiểu cuộn piano để ghi chú đầu vào, lời bài hát và một số biểu thức. Khi nhập lời bài hát, biên tập viên sẽ tự động chuyển đổi chúng thành các ký hiệu ngữ âm Vocaloid bằng từ điển phát âm tích hợp. Người dùng có thể trực tiếp chỉnh sửa các ký hiệu ngữ âm của các từ chưa đăng ký. Vocaloid Editor cung cấp các thông số khác nhau để thêm biểu thức cho giọng hát. Người dùng có phải tối ưu hóa các tham số này phù hợp nhất với giai điệu tổng hợp khi tạo giọng nói. Trình chỉnh sửa này hỗ trợ ReWire và có thể được đồng bộ hóa với DAW. "Phát lại" các bài hát với lời bài hát được xác định trước bằng bàn phím MIDI cũng được hỗ trợ. 

### Thư viện ca sĩ
Mỗi giấy phép Vocaloid phát triển Thư viện ca sĩ hoặc cơ sở dữ liệu các đoạn phát âm được lấy mẫu từ người thật. Cơ sở dữ liệu phải có tất cả các tổ hợp âm vị của ngôn ngữ đích, bao gồm cả âm vị (một chuỗi gồm hai âm vị khác nhau) và nguyên âm duy trì, cũng như polyphones có nhiều hơn hai âm vị nếu cần thiết.  Ví dụ: giọng nói tương ứng với từ "sing" ([sIN]) có thể được tổng hợp bằng cách ghép chuỗi các lưỡng cực "# -s, sI, IN, N- #" (# chỉ ra một âm vị không có tiếng) với nguyên âm không có tiếng ī. Hệ thống Vocaloid thay đổi cao độ của các đoạn này sao cho phù hợp với giai điệu. Để có được âm thanh tự nhiên hơn, người dùng cần phải lưu trữ ba hoặc bốn dải âm khác nhau vào thư viện. Tiếng Nhật cần 500 lưỡng cực trên mỗi âm tiết, trong khi tiếng Anh cần 2.500. Tiếng Nhật có ít âm sắc hơn vì nó có ít âm vị hơn và hầu hết các âm tiết là âm tiết mở kết thúc bằng nguyên âm. Trong tiếng Nhật, về cơ bản, có ba mẫu lưỡng âm chứa một phụ âm: vô âm-phụ âm, nguyên âm-phụ âm và phụ âm-nguyên âm. Mặt khác, tiếng Anh có nhiều âm tiết khép kín kết thúc bằng một phụ âm và phụ âm phụ âm và phụ âm không có âm. Do đó, nhiều lưỡng cực cần được ghi vào thư viện tiếng Anh hơn là tiếng Nhật. Do sự khác biệt về ngôn ngữ này, một thư viện Nhật Bản không phù hợp để hát bằng tiếng Anh hùng hồn.

### Động cơ tổng hợp

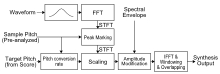
Cơ chế tổng hợp Vocaloid
(dựa trên hình 4 trên Kenmochi, Ohshima, & Interspeech 2007)

Công cụ tổng hợp nhận thông tin điểm có trong các thông điệp MIDI chuyên dụng có tên là Vocaloid MIDI được gửi bởi Trình chỉnh sửa điểm, điều chỉnh cao độ và âm sắc của các mẫu được chọn trong miền tần số và ghép chúng để tổng hợp giọng hát. Khi Vocaloid chạy dưới dạng VSTi có thể truy cập từ DAW, trình cắm VST đi kèm bỏ qua Trình chỉnh sửa Điểm và gửi trực tiếp các tin nhắn này đến Công cụ Tổng hợp.

### Điều chỉnh thời gian
Trong giọng hát, sự khởi đầu của phụ âm của một âm tiết được thốt ra trước khi bắt đầu nguyên âm. Vị trí bắt đầu của một ghi chú ("Ghi chú bật") phải giống với vị trí bắt đầu của nguyên âm, không phải là bắt đầu của âm tiết. Vocaloid giữ "điểm tổng hợp" trong bộ nhớ để điều chỉnh thời gian mẫu sao cho khởi động nguyên âm phải đúng ở vị trí "Note-On". Không điều chỉnh thời gian sẽ dẫn đến sự chậm trễ.

#### Chuyển đổi âm sắc
Vì các mẫu được ghi ở các cao độ khác nhau, nên cần phải chuyển đổi cao độ khi nối các mẫu. Công cụ tính toán cường độ mong muốn từ các ghi chú, thời gian tấn công và các thông số rung, sau đó chọn các mẫu cần thiết từ thư viện. 

#### Thao tác âm sắc
Động cơ làm mượt âm sắc xung quanh đường giao nhau của các mẫu. Âm sắc của một nguyên âm bền vững được tạo ra bằng cách nội suy các phong bì phổ của các mẫu xung quanh. Ví dụ, khi ghép một chuỗi các lưỡng cực "se, e, et" của từ tiếng Anh "set", đường bao phổ của một ở mỗi khung được tạo ra bằng cách nội suy ē ở cuối "se" và trong bắt đầu của "et". 

#### Biến đổi
Sau khi chuyển đổi cường độ và thao tác âm sắc, động cơ sẽ chuyển đổi, chẳng hạn như biến đổi Fourier nhanh nghịch đảo (IFFT) thành giọng nói tổng hợp đầu ra.

## Các gói phần mềm

### Vocaloid 1
Sự phát triển sớm nhất được biết đến liên quan đến Vocaloid là một dự án đã xảy ra hai năm trước và được tài trợ bởi Yamaha. Dự án có tên mã là "Elvis" và không trở thành một sản phẩm vì quy mô xây dựng giọng hát của nó chỉ cần cho một bài hát. Nó được ghi nhận là dự án đã thiết lập nhiều mô hình và ý tưởng sớm nhất mà sau này sẽ được thử nghiệm và thử cho Vocaloid.
Yamaha bắt đầu phát triển Vocaloid vào tháng 3 năm 2000 và lần đầu tiên công bố nó tại hội chợ Musikmesse của Đức vào ngày 5 tháng 3 năm9 tháng 9 năm 2003. Nó được tạo ra dưới cái tên "Daisy", liên quan đến bài hát "Daisy Bell", nhưng vì lý do bản quyền, tên này đã bị loại bỏ và thay bằng "Vocaloid".
Các Vocaloid đầu tiên, Leon và Lola, được phát hành bởi phòng thu Zero-G vào ngày 3 tháng 3 năm 2004, cả hai đều được bán dưới dạng "Ca sĩ ảo tâm hồn ảo". Leon và Lola xuất hiện lần đầu tiên tại NAMM Show vào ngày 15 tháng 1 năm 2004. Leon và Lola cũng đã được trình diễn tại gian hàng của Zero-G Limited trong Wired Nextfest và giành giải thưởng Sự lựa chọn của biên tập viên nhạc sĩ điện tử năm 2005. Zero-G sau đó đã phát hành Miriam, với giọng hát do Miriam Stockley cung cấp vào tháng 7 năm 2004. Cuối năm đó, Crypton Future Media cũng phát hành Vocaloid Meiko tiếng Nhật đầu tiên, cùng với Kaito, được phát triển bởi Yamaha. Vào tháng 6 năm 2005, Yamaha đã nâng cấp phiên bản động cơ lên 1.1. Một bản vá sau đó đã được phát hành để cập nhật tất cả các công cụ Vocaloid lên Vocaloid 1.1.2, thêm các tính năng mới cho phần mềm, mặc dù có sự khác biệt giữa kết quả đầu ra của công cụ. Tổng cộng có năm sản phẩm Vocaloid được phát hành từ năm 2004 đến 2006. Vocaloid cũng được ghi nhận về kết quả huskier sau đó là các phiên bản động cơ sau này.
Vocaloid không có công nghệ đối thủ trước đây để tranh luận tại thời điểm phát hành, với phiên bản tiếng Anh chỉ phải đối mặt với việc phát hành phần mềm Cantor của VirSyn trong lần chạy đầu tiên. Mặc dù có ngữ âm tiếng Nhật, giao diện thiếu phiên bản tiếng Nhật và cả giọng hát tiếng Nhật và tiếng Anh đều có giao diện tiếng Anh. Sự khác biệt duy nhất giữa các phiên bản là màu sắc và logo đã thay đổi trên mỗi mẫu. Kể từ năm 2011, phiên bản phần mềm này không còn được Yamaha hỗ trợ và sẽ không còn được cập nhật nữa. Tất cả các sản phẩm Vocaloid 1 đã ngừng hoạt động vĩnh viễn vào ngày 1 tháng 1 năm 2014.

### Vocaloid 2

Vocaloid 2 được ra mắt vào năm 2007. Không giống như bản đầu, Vocaloid 2 dựa trên các nhịp mẫu giọng, hơn là giọng người. Công cụ tổ hợp và giao diện phần mềm được tân trang lại hoàn toàn, với các vocaloid Nhật lại sở hữu thêm giao diện tiếng Nhật.

### Vocaloid 3

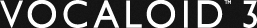

Vocaloid 3 ra mắt vào ngày 21 tháng 10 năm 2011. Một số phòng thu đã cung cấp các bản cập nhật để cho phép các thư viện thanh nhạc của Vocaloid 2 qua Vocaloid 3. Phần mềm Vocaloid 3 đã thêm tiếng Trung, tiếng Tây Ban Nha, tiếng Catalunya và tiếng Hàn.

### Vocaloid 4

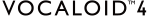

Vào tháng 10 năm 2014, sản phẩm đầu tiên xác nhận cho công cụ Vocaloid 4 là giọng ca tiếng Anh Ruby, việc phát hành sau đó bị trì hoãn để Ruby có thể được phát hành trên công cụ mới hơn. Trong năm 2015, một số phiên bản V4 của Vocaloid đã được phát hành. Vocaloid 4 cũng được công bố ngay sau đó.

### Vocaloid 5

Vocaloid 5 được phát hành vào ngày 12 tháng 7 năm 2018, với giao diện được cải tiến đáng kể. Sản phẩm chỉ có sẵn dưới dạng một gói: phiên bản tiêu chuẩn bao gồm bốn giọng và phiên bản cao cấp bao gồm tám giọng.

### Vocaloid 6
Vocaloid 6 được phát hành vào ngày 13 tháng 10 năm 2022, với sự hỗ trợ cho các giọng nói trước đó từ Vocaloid 3 trở lên, và một dòng giọng hát Vocaloid mới trên engine của riêng họ trong Vocaloid 6 được gọi là Vocaloid: AI. Sản phẩm chỉ được bán theo gói và phiên bản tiêu chuẩn bao gồm 4 giọng nói đi kèm với Vocaloid 5, cũng như 4 giọng mới từ dòng Vocaloid: AI. Các ngân hàng giọng nói AI của Vocaloid 6 hỗ trợ tiếng Anh và tiếng Nhật theo mặc định, mặc dù Yamaha đã thông báo rằng họ dự định bổ sung hỗ trợ cho tiếng Trung và bao gồm một tính năng trong đó người dùng có thể nhập âm thanh của chính họ đang hát và để Vocaloid: AI tạo lại âm thanh đó bằng một trong những giọng hát của họ.

## Tiếp thị
Dù được phát triển bởi Yamaha, việc tiếp thị từng Vocaloid không phải do chính công ty đảm nhiệm mà được nhường cho từng studio riêng.
Những tạp chí Nhật như DTM magazine đã công bố và giới thiệu nhiều nghệ sĩ Vocaloids cho người hâm mộ. Bao gồm Hatsune Miku, Kagamine Rin/Len và Luka, được in ấn thành tranh bởi Kei và báo cáo những tin tức mới về Vocaloid. Sau thành công từ những aldum đĩa CD của SF-A2 Miki, những Vocaloid khác như VY1 và Iroha đã tiếp thị các đĩa CD nhằm bán đi những phần mềm của họ. Khi Amazon MP3 sáp nhập vào Nhật ngày 9 tháng 11 năm 2010, những album Vocaloid bắt đầu mang nội dung miễn phí.
Crypton đã tham gia vào việc tiếp thị cho dòng nhân vật của họ, đặc biệt là Hatsune Miku, đã đóng góp tích cực dưới dạng nhãn dán và lớp sơn vào xe GT300 của Super GT từ năm 2008 với sự hỗ trợ từ Good Smile Racing (một chi nhánh của Good Smile Company), chủ yếu phụ trách các sản phẩm liên quan đến xe hơi, đặc biệt là itasha. Dù Good Smile Company không phải là công ty đầu tiên đưa văn hóa anime và manga lên Super GT, nhưng nó thiên về hướng trực tiếp giới thiệu itasha thay vì tô màu lên xe thông thường.
Liên quan đến dòng xe GT, Crypton cũng thành lập nên trang web Piapro, một cộng đồng thiết kế bao gồm nhiều nghệ sĩ. Một trò chơi trên điện thoại di động có tên Hatsune Miku Vocalalo x Live đã được sản xuất bởi trang Gree. TinierMe Gacha cũng tạo ra các bộ trang phục trông giống như Miku cho các dịch vụ của họ, cho phép người chơi làm hình đại diện với nhân vật là các Vocaloid của Crypton.
Hai bản manga không chính thức đã được phát triển và minh họa bởi họa sĩ vocaloid Kei, Maker Unofficial: Hatsune Mix được biết rộng rãi một trong hai, được phát hành bởi Jive trên tạp chí Comic Rush. Bộ này gồm 28 chương gốc được xuất bản nối tiếp trong và một bộ gồm 10 chương đầu trong một tập tankōbon. Một video âm nhạc anime có tên "Schwarzgazer" cho nữ ca sĩ ảo Lily, được sản xuất và phát hành với album anim.o.v.e 02c, tuy nhiên bài hát được hát bởi ban nhạc Move mà không phải bởi Vocaloid. Một manga yonkoma dựa trên Hatsune Miku được vẽ bởi Kentaro Hayashi với tên Shūkan Hajimete no Hatsune Miku!, bắt đầu xuất bản trên Weekly Young Jump vào ngày 2 tháng 9 năm 2010. Hatsune Miku từng xuất hiện trên tạp chí Weekly Playboy. Crypton Future Media xác nhận sẽ không sản xuất một bộ anime dựa trên các Vocaloid của họ vì điều đó sẽ hạn chế sự sáng tạo của cơ sở người dùng phần mềm, Crypton muốn cho phép cơ sở người dùng của họ có quyền tự do tạo ra các video PV mà không bị hạn chế.
Ban đầu, Crypton Future Media trở thành studio duy nhất cấp phép cho việc sản xuất các bức tượng nhỏ cho Vocaloid của họ. Một số bức tượng nhỏ và búp bê nhồi bông được sản xuất dưới sự cấp phép của Max Factory và Good Smile Company. Trong một buổi giới thiệu Lily, việc làm một bức tượng nhỏ cho cô do Phat Company cấp phép và Lily trở thành vocaloid duy nhất có bức tượng nhỏ không nằm trong Crypton.
Crypton và Toyota Motors bắt đầu hợp tác cùng nhau, với việc làm sau đó là khai trương chiếc xe Toyota Corolla năm 2011 và nhờ Hatsune Miku giới thiệu. Buổi khai trương cũng đánh dấu cho sự xuất hiện của Miku tại Hoa Kỳ. Crypton đã tiếp thị Miku ra thị trường với tư cách là một nhạc cụ ảo, họ từng phải hỏi những người hâm mộ ở Nhật Bản nếu có thể đưa Miku đến Hoa Kỳ với tư cách là một ca sĩ ảo.

## Tác động văn hóa

Hatsune Miku là thành công lớn của Vocaloid.

Lạc Thiên Y, thần tượng ảo của giới trẻ Trung Quốc

Phần mềm này bắt đầu phổ biến ở Nhật Bản sau khi Crypton Future Media phát hành Hatsune Miku Vocaloid 2, thành công từ cô mà danh tiếng vocaloid đã vươn lên từng thế hệ. Trang web chia sẻ video của Nico Nico Douga của Nhật Bản đã đóng một vai trò quan trọng trong việc công nhận và phổ biến phần mềm này. Một người dùng Hatsune Miku và một họa sĩ minh họa đã đăng tải một video có nhiều lượt xem, trong đó là "Hachune Miku", phiên bản chibi của Hatsune Miku, cầm một cọng hành (Negi trong tiếng Nhật), dựa trên nhân vật Loituma Girl trong Bleach đang hát một bài Phần Lan tên "Ievan Polkka". Theo Crypton, họ biết rõ người dùng này đã bắt đầu đăng video với các bài hát được tạo bởi phần mềm trước khi có Hatsune Miku, những video đó cho thấy nhiều khả năng chúng được áp dụng vào phần mềm để tạo nội dung đa phương tiện, đặc biệt là văn hóa dōjin. Khi sự công nhận và phổ biến của phần mềm ngày càng lan rộng, Nico Nico Douga trở thành nơi sáng tạo nội dung này. Các bài hát gốc phổ biến được viết bởi người dùng sẽ được tạo hình minh họa, hoặc hoạt hình ở dạng 2D, 3D và những người dùng khác sẽ phối lại. Những người sáng tạo khác có thể hỏi ý tưởng cho công việc dở dang của mình. Vocaloid cũng được dùng để kể chuyện nhờ bài hát, điển hình như Story of Evil đã trở nên phổ biến nhờ điều đó, từ một bài hát mà nay đã trở thành series có bản manga, sáu quyển sách, và được đóng thành kịch ở nhà hát do tác giả của nó khởi xướng. "Cantarella", một bài hát được hát bởi nam ca sĩ ảo Kaito và được sản xuất bởi Kurousa-P, cũng được dành chọn cho một vở kịch ở nhà hát Space Zero của Shibuya tại Tokyo vào năm 2011. Trang Nico Nico Douga đã có sức ảnh hưởng lớn đến mức nhiều studio Nhật thường đăng vài bản demo của họ trên trang web này, cũng như các trang web khác như YouTube, với nỗ lực quảng cáo các sản phẩm Vocaloid.
Vào tháng 9 năm 2009, ba bức tượng nhỏ dựa trên nhân vật "Hachune Miku" trong một tên lửa đã được phóng lên từ sa mạc Black Rock của bang Nevada (Mỹ), nhưng nó không ra được ngoài vũ trụ. Cuối tháng 11 năm 2009, một đơn thỉnh cầu đã được gửi đi yêu cầu một tấm nhôm Hatsune Miku (8 cm x 12 cm, 3,1 "x 4,7") được sử dụng làm trọng lượng cân bằng cho tàu thăm dò Sao Kim Akatsuki của Nhật Bản. Dự án này đã nhận được sự ủng hộ của Tiến sĩ Seiichi Sakamoto của Cơ quan nghiên cứu và phát triển hàng không vũ trụ Nhật Bản (JAXA), và nhận được hơn 10,000 chữ ký từ những người hâm mộ Miku. Trang web của đơn thỉnh cầu được viết bằng tiếng Nhật nhanh chóng dịch sang các ngôn ngữ khác như tiếng Anh, tiếng Nga, tiếng Trung và tiếng Hàn vào ngày 22 tháng 12 năm 2009. Vào ngày 21 tháng 5 năm 2010 lúc 06:58:22 (JST), Akatsuki đã được phóng lên tên lửa  H-IIA 202 Flight 17 từ trung tâm vũ trụ Tanegashima của Nhật, với ba tấm tượng Hatsune Miku.
Phần mềm Vocaloid cũng có sự thành công từ nhân vật Black Rock Shooter, nhân vật này có diện mạo giống Hatsune Miku nhưng khác với kiểu thiết kế của cô. Nhân vật này được tạo dựa trên bài hát nổi tiếng "Black Rock Shooter", và nhiều bức tượng nhỏ của nhân vật này đã được làm ra. Một tập OVA của Black Rock Shooter sản xuất bởi Ordet được phát trực tiếp cho chiến dịch quảng cáo của họ từ 25 – 31 tháng 8 năm 2010. Bộ đôi thần tượng ảo Thái Lan "Meaw" cũng đã nhắm tới văn hóa Vocaloid, họ bắt đầu nổi tiếng ở Nhật Bản khi sáp nhập vào vocaloid năm 2010, Meaw" đã ra mắt hai đĩa đơn "Meaw Left ver." và "Meaw Right ver.", được hát trong tiếng Nhật.
Một quán cà phê dựa trên Hatsune Miku đã được mở tại Kyoto vào ngày 31 tháng 8 năm 2010. Nhiều sự kiện cũng đã diễn ra cho nền Vocaloid Nhật Bản. "Snow Miku" cũng là một phần đặc trưng của sự kiện Lễ hội tuyết Sapporo lần thứ 62 diễn ra vào tháng 2 năm 2011. Một chương trình truyền hình có chủ đề vocaloid là Vocalo Revolution bắt đầu phát sóng trên kênh Kyoto Broadcasting System vào ngày 3 tháng 1 năm 2011. Chương trình này cũng góp phần làm văn hóa Vocaloid được biết rộng rãi. Một trạm radio đã phát một chương trình dài 60 phút không có gì khác ngoài nhạc Vocaloid.
Trong các sự kiện của trận động đất và sóng thần Tōhoku 2011, một số ổ đĩa Vocaloid đã được sản xuất để cung cấp cho việc quyên góp. Crypton Future Media từng tham gia vào một số công ty để nỗ lực giúp đỡ, với số tiền được chi từ việc bán nhạc từ nhãn đĩa KarenT của Crypton Future Media, trong đó có một bản Nendoroid đặc biệt của Hatsune Miku là "Nendoroid Hatsune Miku: Support ver.", với 1.000 yên cho mỗi lần bán để họ quyên góp cho Hội Chữ thập đỏ Nhật Bản.
Năm 2012, Vocaloid được chọn là một trong những đóng góp đã tăng 10% cho các dịch vụ liên quan đến cosplay. Năm 2013, phần mềm Vocaloid 3 được dùng làm giọng cho nhân vật Puppycat trong series phim hoạt hình trên web Bee and Puppycat của Cartoon Hangover.
Không chỉ có ở Nhật Bản, Trung Quốc cũng có Vocaloid. Lạc Thiên Y (tiếng Trung: 洛天依; bính âm: Luò tiān yī) (Luo Tianyi) là một Vocaloid (ca sĩ ảo) đầu tiên của Trung Quốc được phát triển và phân phối bởi Bplats, Inc., thuộc Tập đoàn Yamaha, và được tạo ra với sự hợp tác của Tập đoàn công nghệ thông tin Thượng Hải Hòa Niệm (Trung Quốc) (tiếng Trung: 上海禾念信息科技有限公司; bính âm: Shànghǎi hé niàn xìnxī kējì yŏuxiàn gōngsī). Cô được ra mắt vào tháng 7 năm 2012 cho chương trình VOCALOID3. Cô được biết đến nhiều nhất với ca khúc Past Rain (tiếng Trung: 过去的雨; bính âm: Guòqù de yǔ) do nhạc sĩ Lư Văn Thao (tiếng Trung: 卢文韬; bính âm: Lúwéntāo) sáng tác trong tháng 8 năm 2012, 66CCFF, Nguyên lý tình yêu của hủ nữ (Rotten Girl's Theory of Love),... Giọng hát của cô được cung cấp bởi một nữ diễn viên lồng tiếng Trung Quốc, Shan Xin (San Tân) (tên thật Wang You Ji/ Vương Hựu Tế) (tiếng Trung: 山新 /王宥霁; bính âm: Wáng Yòu Jì) - là một phần mềm tách bản ghi âm giọng hát của Shan Xin thành các âm tiết có tần số riêng biệt. Lạc Thiên Y đã từng biểu diễn trên sân khấu với công nghệ Hologram tại Trung Quốc..
Ngoài Trung Quốc, Đài Loan, Anh Quốc, Tây Ban Nha và Nhật Bản, thị trường Vocaloid còn lấn sân sang xứ sở kimchi. SeeU (tiếng Hàn: 시유; Romaja: Siyu) là một giọng nữ Hàn Quốc đầu tiên được tạo ra cho phần mềm Vocaloid 3 của SBS A & T (trước đây là SBS Artech)   và là giọng hát duy nhất của Hàn Quốc được phát hành cho điều đó phiên bản của phần mềm. Cũng như một giọng hát Hàn Quốc, cô sở hữu một giọng hát tiếng Nhật. Người cung cấp giọng cho cô là Kim Daehee từ ban nhạc GLAM. 
Vào ngày 18 tháng 7 năm 2012, một quản trị viên của SBS Artech đã đăng một poster để giới thiệu buổi biểu diễn hologram đầu tiên của SeeU trên một chương trình âm nhạc Hàn Quốc có tên 인기 (Inkigayo), được phát sóng bởi SBS. SeeU sẽ biểu diễn với nhà cung cấp giọng nói của cô, Dahee, cũng như các thành viên khác trong nhóm của Dahee, GLAM. Sự kiện này được sản xuất bởi SBS. SeeU  được thiết kế bởi một nhà thiết kế 3D trên crecrew, người có tên là 처리 (ChuhRi). Chương trình sẽ được phát sóng ra công chúng vào ngày 22 tháng 7 năm 2012.
Vào ngày 6 tháng 6 năm 2011, một bản demo có tên I = Fantasy được sản xuất bởi Bang Shi Hyuk (còn gọi là Hitman Bang), đã được giới thiệu trong thông báo VOCALOID3.  Vào ngày 30 tháng 8, tên và ngoại hình của cô đã được tiết lộ. Đơn đặt hàng trước cho SeeU diễn ra vào ngày 14 tháng 10 năm 2011 và một cộng đồng có tên  CreCrew  đã được mở. Cô được phát hành vào ngày 21 cùng tháng, cùng ngày mà Vocaloid 3 được phát hành, khiến cô trở thành một trong 4 sản phẩm đầu tiên được phát hành cho động cơ cùng với V3 Megpoid, VY1 v3 và Mew. Tại Nhật Bản, SeeU được phát hành vào ngày 16 tháng 12 năm 2011. Doanh số phần mềm của cô tại Nhật Bản đã kết thúc vào ngày 1 tháng 3 năm 2013. Trong một cuộc phỏng vấn với người quản lý của SBS A & T, Hyo Eun Kim, người ta nói rằng tên của SeeU đã xuất hiện trong tâm trí sau khi nghĩ về một dòng từ bộ phim năm 2009, Avatar. Dòng "I See You" xuất hiện trong tâm trí cô và trở thành nguồn cảm hứng cho 'SeeU'. Theo SBS, đây chỉ là một trong vài ý nghĩa của tên cô ấy.

## Đánh giá
Bất chấp sự thành công của phần mềm tại Nhật, khách hàng nước ngoài phần lớn không muốn có nó hơn. Khi được phỏng vấn bởi công ty sản xuất Vocaloid Zero-G, nhà sản xuất âm nhạc Robert Hedin đã nhận xét phần mềm mang lại sự tự do sáng tạo âm nhạc. Anh đã so sánh nó với phần mềm tự động điều chỉnh, chỉ ra chính Vocaloid chưa đủ yếu tố để là một phần mềm có âm thanh không giống con người, anh cũng nói thêm về việc Vocaloid không bắt nhịp như phần mềm tự động điều chỉnh, bắt nhịp trong phần mềm tự động điều chỉnh vẫn là cách mà ngành công nghiệp âm nhạc còn sử dụng cho tới nay. Giuseppe đã sản xuất các bài hát demo cho cả Vocaloid Zero-G và PowerFX, và còn tiếp nhận việc sản xuất các Vocaloid có trụ sở tại Tây Ban Nha. Mỗi giọng hát Vocaloid có một đặc điểm riêng của nó, vì vậy chọn một giọng khác không phải là điều dễ dàng. Anh hy vọng phần mềm Vocaloid sẽ tiếp tục phát triển  miễn là cơ sở người dùng ngày càng hoạt động. Anh cũng lưu ý phần mềm khởi động chậm và còn mang tiếng xấu chính là những khó khăn để nó đạt đến thành công. Giống như bất kỳ sản phẩm thương mại nào khác, việc giảm doanh số đồng nghĩa với việc bị giảm phát triển. Dù vậy, người dùng để chuyển trọng tâm sang các nhân vật Vocaloid hơn là giọng hát vào thời điểm này.
Liên quan đến sự phát triển phiên bản tiếng Anh của phần mềm, nhiều studio khi được Crypton Future Media tiếp cận các khuyến nghị về việc phát triển Vocaloid tiếng Anh ban đầu đều không hứng thú với phần mềm, một đại diện công ty cụ thể gọi nó là thứ "đồ chơi". Thất bại đã từng đặt lên hai vocaloid Leon và Lola vì thiếu doanh thu bán hàng tại Hoa Kỳ do những chỉ trích về giọng tiếng Anh của họ. Crypton đã đánh giá cao các từ vựng tiếng Anh – như là một phương tiện cho người dùng Nhật Bản muốn nắm bắt khả năng ngoại ngữ. Vì Hatsune Miku góp phần làm phần mềm trở nên phổ biến hơn, giọng hát của cô đã chia rẽ các ý kiến của những nhà phê bình ở trong và ngoài nước. Trước khi phát hành sản phẩm Hatsune Miku, Crypton Future Media cũng lưu ý một số lời chỉ trích khi chọn động cơ phát hành Vocaloid như một sản phẩm cấp phép thương mại, dù cảm thấy rằng lựa chọn đó là tốt nhất.
Khi cả không thành công cho phần mềm phiên bản tiếng Anh ở Hoa Kỳ, Crypton Future Media đã đưa ra một báo cáo cho thấy khoảng một nửa số lượt tải nhạc trên iTunes Store cho các bài hát nhãn KarenT của họ, có doanh số từ người tiêu dùng chiếm phần lớn tỷ lệ bán hàng ở nước ngoài. 
Mặc dù có doanh số tốt ở châu Âu, nhưng phần mềm vẫn chưa có được mức độ chú ý thỏa đáng, đồng thời các nhà phát triển phần mềm bản tiếng Anh hiện đặt mục tiêu là cố gắng khắc phục điều này ở châu Âu.
Hatsune Miku đứng thứ hai trên bảng bình chọn nhân vật được người chơi game Nhật Bản yêu thích nhất tại Yahoo! Japan năm 2010, bắt đầu từ vai trò của cô trong Hatsune Miku: Project DIVA lần hai. Trang web CNNGo của CNN cũng xếp Miku vào danh sách "Ca sĩ ảo xuất sắc nhất cho thế hệ otaku" trong "Xuất sắc và tệ nhất Tokyo 2010" của họ. Tạp chí Clash cho rằng Hatsune Miku và phần mềm Vocaloid là tương lai âm nhạc.
Vocaloid được bán như một sản phẩm cho các nhạc sĩ chuyên nghiệp, dù có nhiều nhà sản xuất sử dụng phần mềm tại Nhật Bản vào năm 2011, một báo cáo đã công bố chi tiết những phản ánh chân thực của cơn sốt Vocaloid. Người hâm mộ Vocaloid bắt đầu sử dụng phần mềm một cách độc lập. Trên Nico Nico Douga, hầu hết các video liên quan đến Vocaloid đều có hơn 5.000 lượt xem, còn các nhà sản xuất nhạc phổ biến nhất lại được quan tâm nhiều hơn các nhà sản xuất ít phổ biến. Thứ tự số video tải lên có nội dung nhắm nhiều nhất vào các nhân vật Hatsune Miku (thứ nhất), Kagamine Rin (thứ hai), Gumi (thứ ba), Megurine Luka (thứ tư), Kagamine Len (thứ năm) và Kaito (thứ sáu), còn tất cả các video Vocaloid khác có dưới hơn 1.000 lượt xem hoặc nội dung ít liên quan tới chúng. Điều này không đúng với các tính toán mà những nhà sản xuất đã kiểm tra để xác định mức phổ biến, bao gồm lượt xem trung bình và danh sách. Cuối cùng chỉ có gói phần mềm Gumi và Kagamine nằm trong danh sách sáu tính toán hàng đầu, còn Hatsune Miku dù nổi tiếng nhưng không thể đưa vào danh sách sáu tính toán hàng đầu trong quá trình nghiên cứu. Vào năm 2013, ước tính khoảng 30% tổng số video được đăng tải mỗi tháng trên Nico Nico Douga có liên quan đến Vocaloid.
Mặc dù ngày càng nổi tiếng như là một nhượng quyền thương mại, đến cuối năm 2015 là thời gian Vocaloid vẫn nỗ lực để tạo một ảnh hưởng tốt ở phương Tây; Hatsune Miku cũng không gây được nhiều. Tại thời điểm này, mối quan tâm chủ yếu đều tập trung vào Vocaloid. Nhiều công ty vocaloid Nhật đang tăng cường bảo vệ sản phẩm của họ, với Hatsune Miku: Project DIVA X được phát hành vào thời điểm đó, là trung tâm của một cuộc xung đột về lợi ích bản quyền. Thị trường cho những phần mềm như vậy được mô tả là "đối tượng phù hợp ở phương Tây".
Nghệ sỹ piano nổi tiếng Trung Quốc Lang Lãng thực hiện một buổi trình diễn cùng với ca sỹ ảo  15 tuổi Lạc Thiên Y  trước hàng nghìn người hâm mộ tại sân khấu ở Thượng Hải. Cô có hơn 3 triệu người theo dõi trên Weibo, vé vào cửa cho sự kiện này lên đến 1.580 nhân dân tệ, tương đương 235 USD.